# هارولد إيزاك
هارولد إيزاك (بالإنجليزية: Harold Isaacs)‏ هو صحفي وأستاذ جامعي أمريكي، ولد في 1910 في نيويورك في الولايات المتحدة، وتوفي في 9 يوليو 1986 في بوسطن في الولايات المتحدة.